# Humbertiella affinis
Humbertiella affinis es una especie de mantis de la familia Liturgusidae.

## Distribución geográfica
Se encuentra en la India y Sri Lanka.